# Dickens y la pequeña Nell (Elwell)
Dickens y la pequeña Nell (en inglés, Dickens and Little Nell) es una escultura de bronce de Francis Edwin Elwell que se encuentra en Clark Park en el vecindario Spruce Hill de la ciudad de Filadelfia, en el estado de Pensilvania (Estados Unidos). La escultura representa al autor británico del siglo XIX Charles Dickens y Nell Trent, un personaje de su novela de 1840–41 La tienda de antigüedades. La agrupación fue una de las obras escultóricas estadounidenses más célebres de finales del siglo XIX.
Es una de las dos estatuas conocidas de Dickens, quien dijo que no quería tales representaciones.

## Historia
La escultura fue encargada en 1890 por el fundador de The Washington Post, Stilson Hutchins, quien quería que se colocara en Londres pero posteriormente se retiró del trato. Elwell, un escultor con sede en la ciudad de Nueva York, completó la obra de todos modos y la fundió Bureau Brothers Foundry en Filadelfia, donde ganó una medalla de oro del Art Club de Filadelfia en 1891. Al año siguiente, lo envió a Londres y lo exhibió con la esperanza de encontrar un comprador, pero no tuvo éxito, en gran parte porque el testamento de Dickens prohibía cualquier "monumento, memorial o testimonio, lo que sea". Baso mis pretensiones de recuerdo en mis obras publicadas y el recuerdo de mis amigos en sus experiencias conmigo".
Así que Elwell envió la obra de vuelta al otro lado del Atlántico y a Chicago, donde ganó dos medallas de oro en la Exposición Mundial Colombina de 1893. The New York Times escribió: "Entre las exhibiciones de arte de este país en la Feria Mundial, probablemente ningún ejemplo en particular haya atraído más interés popular que el monumento escultórico a Charles Dickens, obra del Sr. F. Edwin Elwell, un joven artista".. Pero el trabajo no logró encontrar un comprador de inmediato, y Elwell lo envió de regreso al otro lado del país a un almacén de Filadelfia.
En 1896, la Asociación de Arte de Fairmount Park (ahora la Asociación de Arte Público) abrió negociaciones para comprar la obra y mantenerla en Filadelfia, quizás porque "Dickens fue dos veces visitante aquí, en 1842 y nuevamente en 1867, y obtuvo un seguimiento de casi proporciones de estrella de rock". En 1900, la FPAA compró la escultura por 7500 dólares (244 290 dólares de 2018). Al año siguiente, se colocó en Clark Park, cerca de la intersección de South 43rd Street y Baltimore Avenue. Este movimiento puede haber sido influenciado por el homónimo del parque, el financiero Clarence H. Clark, miembro del comité de obras de arte de la FPAA.
La escultura se colocó inicialmente en un pedestal temporal, y pronto se recaudaron fondos para comprar uno permanente. Hecho de granito Woodstock por W. R. Martin de Filadelfia e instalado en 1902, el pedestal incluía tres escalones y un troquel de 1,4 m x 1 m x 1,3 m.
Para 1908, la asociación estaba recibiendo y rechazando solicitudes para trasladarla a un lugar más destacado en la ciudad.
En 1911, la escultura fue mencionada en la Encyclopædia Britannica como una de las obras de arte notables de la ciudad.

Lorado Taft escribió en su influyente libro de 1903 The History of American Sculpture:
En su "Dickens y Little Nell", el escultor nos ha dado esa cosa rara — una estatua de retrato que hace un llamado emocional. Sin duda, su poder dramático se debe a una figura secundaria, como es el caso en el "Gallaudet" del señor French,  pero el uso de tal figura es legítimo cuando no resta nada al efecto de la principal, pero más bien lo realza, y cuando es en sí mismo tan encantador en su concepción como lo es "Little Nell" de Mr. Elwell. : 415 
La escultura fue destrozada en noviembre de 1989, pero restaurada.

## Galería

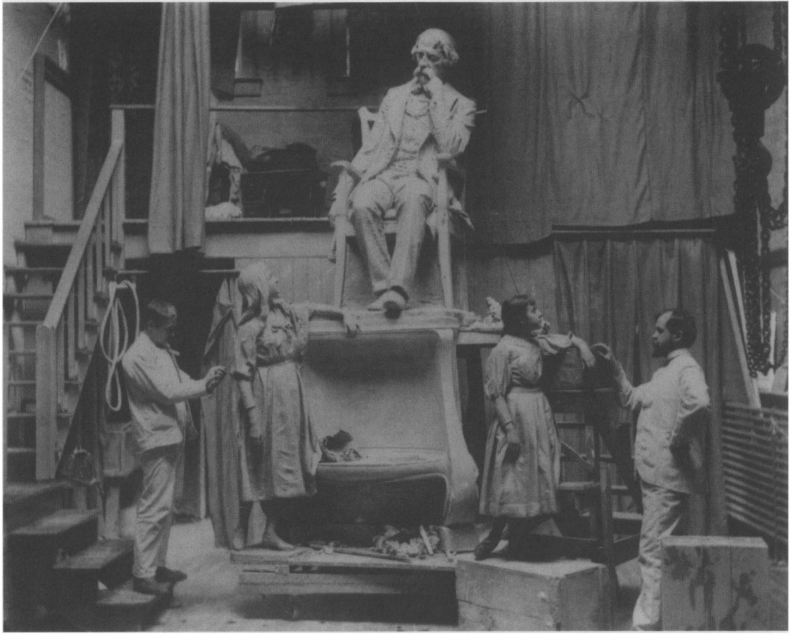
Elwell, a la derecha, y una modelo en su estudio con Dickens y Little Nell en 1890
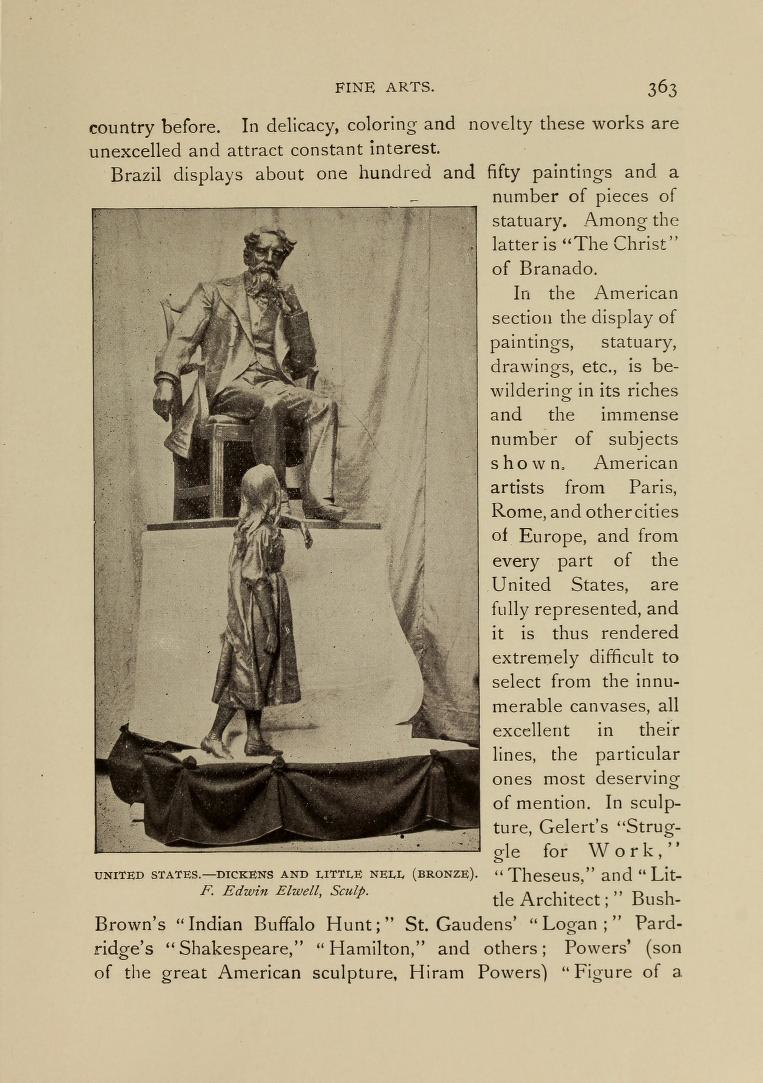
Descripción de la Exposición Mundial Colombina